# Глебовска мочвара
Глебовска мочвара (рус. Глебовское боло́то) заштићено је хидролошко природно подручје од регионалног значаја у западном делу Лењинградске области, на северозападу европског дела Руске Федерације. Заштићено подручје је формирано 1976. године на територији површине 14,7 км², и под управом је Владе Лењинградске области. Налази се на територијама Гатчињског (7,7 км²), Тосњенског (5,9 км²) и Лушког рејона (1,1 км²).
Подручје је основано зарад ефикасније заштите и очувања изворног система високих мочвара који има изванредно велики значај у стабилном хидролошком потенцијалу река Тосне и Оредежа. Заштићено подручје обухвата сложени систем мочвара и водотока, шумске локалитете и станишта тетребова.
Мочварни систем се налази у међуречју Оредежа и Тосне, и пружа се меридијанским правцом у дужини између 20 и 22 килоеметара, док ширина достиже од 5 до 7 км. Замочварено подручје чини готово 90% од укупне површине заштићеног подручја. У оквиру мочварног система налази се 5 језера, од којих је највеће Црно језеро са површином од око 600 хектара. Језера су доста плитка, просечних дубина између 1 и 3 метра, а њихова дна су готово по правилу прекривена дебелим слојевима тресета (просечне дебљине око 3,5 метара). Приметно је готово потпуно одсуство вегетације у језерима. Из мочвара отиче 7 мањих потока који се уливају у Оредеж и Јеглинку (притоку Тосне). Уз обале су распрострањене густе шуме које припадају подзони јужне тајге, а од листопадних врста раширени су брест, храст, бреза и липа.
на подручју заштићеног подручја Глебовска мочвара најстроже је забрањен сваки вид људске активности који може да доведе до нарушавања природне равнотеже у мочварном екосистему, а посебно се то односи на пољопривредне активности и експлоатацију тресета. Дозвољен је искључиво селекциони лов, научна истраживања и ђачко-студентске екскурзије.